# Осінь в Пекіні
Осінь в Пекіні (фр. L'Automne à Pékin) — фантастично-сюрреалістичний роман Бориса Віана, що вийшов 1947 року у видавництві «Éditions du Scorpion». Український переклад роману вийшов у видавництві «Вавилонська бібліотека» 2018 року.

## Короткий опис
Попри назву, події цієї книги відбуваються не в Пекіні, сумнівним є також те, що тут іде мова про осінь.
У пустельній країні Екзопотамії збираються побудувати вокзал і залізницю. Віан змальовує надзвичайно строкату галерею химерних персонажів, серед яких — два чоловіки, яких звати Анна і Ангел та Рошель, яка є жінкою в цьому любовному трикутнику. Серед інших персонажів тут присутні археолог, який розчавлює все, що знаходить, щоб мати можливість зберігати це в маленьких баночках, відлюдник, який живе щасливими днями, лікар, який убиває стільки, скільки виліковує.
Екзопотамія населена інженерами, випадковими священниками та відлюдниками, закоханими парами та лікарем, одержимим моделями літаків, тут також є автобуси, які харчуються кістками сома, друкарські машинки, які тремтять, коли їх розкривають, і постільна білизна, яка лагідно повертається на місце, коли її відкидають назад, навіть крісло, яке захворіло, і його потрібно госпіталізувати.

## Коментар
Написаний з елегантністю та іронією, фантастичний роман Віана описує події в сюрреалістичному світі, де абсурд здається найприроднішим і найбільш повсякденним. Як і в багатьох інших творах Віана, «Осінь у Пекіні» присвячена швидкоплинності кохання та тому, як воно поглинає людей. Віан висловлює своє суперечливе ставлення до технологій та відразу до роботи. Є припущення, що Пекін у назві відсилає до Парижа, а сам роман є своєрідною алегорією післявоєнної відбудови міста та абсурдності французької бюрократії.

## Переклади українською
Борис Віан. Осінь в Пекіні: роман / Борис Віан ; переклад з французької Євгенії Сарапіної. — Івано-Франківськ: Вавилонська бібліотека, 2018. — 248 с. ISBN 978-966-97482-5-6